# Unión Internacional de Arquitectos
La Unión Internacional de Arquitectos (abreviada UIA a partir de su nombre francés: Union Internationale des Architectes) es una asociación internacional democrática y no gubernamental que pretende reunir a las federaciones nacionales de arquitectos, sin distinción racista, idiomática, sexual ni escolar. Todos los arquitectos colegiados de un país miembro son parte de la UIA. Fue fundada el 28 de junio de 1948 en Lausana (Suiza). En 2010 contaba con 124 países representados, superando la cifra de 1.300.000 arquitectos.
El actual presidente (2021-2023) es José Luis Cortés, de México.

## Premios
Desde 1961 la UIA concede cuatro premios trienalmente:
- Premio Auguste Perret, a la tecnología aplicada a la arquitectura;
- Premio Sir Patrick Abercrombie, al desarrollo urbano o territorial;
- Premio Jean Tschumi, a la crítica arquitectónica o docencia arquitectónica;
- Premio Sir Robert Matthew, a la mejora en la calidad de los asentamientos humanos.
- Friendly and Inclusive Spaces Awards a los proyectos e investigaciones sobre espacios inclusivos.

### Medalla de Oro de la UIA
Desde 1984 la organización también concede la Medalla de Oro de la UIA (UIA Gold Medal) para honrar un arquitecto (o grupo de arquitectos) que se han distinguido a sí mismos a través de su obra y práctica profesional por la calidad de los servicios realizados a la humanidad y la sociedad. Los últimos galardonados han sido:
| Año  | Arquitecto                | País                 |
| ---- | ------------------------- | -------------------- |
| 1984 | Hassan Fathy              | Egipto               |
| 1987 | Reima Pietilä             | Finlandia            |
| 1990 | Charles Correa            | India                |
| 1993 | Fumihiko Maki             | Japón                |
| 1996 | Rafael Moneo              | España               |
| 1999 | Ricardo Legorreta Vilchis | México               |
| 2002 | Renzo Piano               | Italia               |
| 2005 | Tadao Ando                | Japón                |
| 2008 | Teodoro González de León  | México               |
| 2011 | Álvaro Siza Vieira        | Portugal             |
| 2014 | Ieoh Ming Pei             | China Estados Unidos |
| 2017 | Toyo Ito                  | Japón                |
| 2021 | Paulo Mendes da Rocha     | Brasil               |

## Friendly and Inclusive Spaces Awards
La Unión Internacional de Arquitectos (UIA) abrió en 2017  las inscripciones para la segunda edición de este premio que busca promover y reconocer los proyectos inclusivos de edificaciones y espacios públicos. La invitación está abierta a todos los arquitectos asociados a las entidades que son miembros de los Colegios de Arquitectos pertenecientes a la UIA.

## Capital Mundial de la Arquitectura
En 2017, la UIA adoptó una resolución para solicitar formalmente que la UNESCO se asocie con su iniciativa de designar la próxima ciudad anfitriona del Congreso Mundial de la UIA como Capital Mundial de la Arquitectura.
La UNESCO y la UIA acordaron preparar un plan de acción de 10 años que abarque el período 2017-2027 e incluya la designación de las Capitales Mundiales de la Arquitectura 2020, 2023 y 2026. La participación de la UNESCO en la nominación de las ciudades anfitrionas del Congreso Mundial de la UIA como Capitales Mundiales de la Arquitectura representa la continuación natural de esta asociación de larga data.
La UIA celebra el Congreso Mundial de Arquitectos cada tres años, organizado por una Sección Miembro de la UIA en la ciudad elegida para albergarlo. Por costumbre, la Asamblea General de la UIA elige la ciudad anfitriona con seis años de antelación. El Congreso Mundial de la UIA ahora se vincula directamente con el programa de Capital Mundial de la Arquitectura de la UNESCO-UIA. El tema principal y el programa del Congreso Mundial deben ser complementarios y compatibles con el programa de un año de la Capital Mundial de la Arquitectura.

### Proceso de selección
- Después de recibir las candidaturas de las ciudades para albergar y organizar el Congreso Mundial y la Asamblea General de la UIA, un comité conjunto UNESCO-UIA preselecciona un máximo de tres ciudades, una de las cuales será designada posteriormente como Capital Mundial de la Arquitectura por un período de un año.
- En su Asamblea General, la UIA elige una ciudad anfitriona para el próximo Congreso Mundial y Asamblea General de entre estas ciudades preseleccionadas.
- El director general de la UNESCO anuncia formalmente la ciudad elegida como Capital Mundial de la Arquitectura.

### Capital Mundial de la Arquitectura de la UNESCO
| Año  | Ciudad         | País      |
| ---- | -------------- | --------- |
| 2020 | Río de Janeiro | Brasil    |
| 2023 | Copenhague     | Dinamarca |
| 2026 | Barcelona      | España    |
| 2029 | Pekín          | China     |